# Alsónemesapáti
Alsónemesapáti község Zala vármegyében, a Zalaegerszegi járásban.

## Fekvése
A Zalai-dombságban, ezen belül az Egerszeg–Letenyei-dombság nevű kistáj területén fekszik, a Szévíz patak völgyében hosszan elterülve, a megyeszékhely Zalaegerszeg keleti szomszédságában, a város központjától 10 kilométerre keletre.
Mindössze négy települési szomszédja van: észak felől Nemesapáti (kelet felől is az előbbihez tartozó külterületek határolják), dél felől Kisbucsa, nyugat felől Zalaegerszeg, északnyugat felől pedig Pethőhenye. Csak kevés híja van annak, hogy nem határos délkelet felől még Nagykapornakkal is.

### Megközelítése
Közigazgatási területét átszeli, nagyjából délkelet-északnyugati irányban a Balatontól Zalaegerszeg térségén át Nádasdig vezető 76-os főút, mindkét irányból, illetve az ország távolabbi részei felől is ez a legfontosabb közúti megközelítési útvonala.
Belterületén azonban csak a Szévíz völgyében húzódó közút halad végig észak-déli irányban, amely út a községtől délre, azaz Pölöskétől a 76-os főútig a 7363-as, a főúttól északra Alibánfáig pedig a 7354-es útszámozást viseli. Utóbbit a 76-ossal nyugati irányban egy rövid mellékút is összeköti (73 235-ös), ez könnyíti meg az elérését a megyeszékhely felől.
A hazai vasútvonalak közül a Szombathely–Nagykanizsa-vasútvonal érinti, melynek egy megállóhelye van itt. Alsónemesapáti megállóhely (amelyen naponta mindössze egy járat áll meg) a központjában található, a 7354-es úttól nem messze, attól lényegében csak a Szévíz folyása választja el. A község déli külterületei között helyezkedett el (a névadó településtől 5-6 kilométerre nyugatra fekvő) Nagykapornak vasútállomás is, de 2020 decembere óta az már csak forgalmi kitérőként üzemel, személyforgalmat nem bonyolít.
Rendszeres autóbuszjáratok is összekötik a falut Zalaegerszeggel.

## Története
Valaha három Nemesapáti nevű falu vagy falurész is volt, délről észak felé haladva Alsónemesapáti, Középnemesapáti és Felsőnemesapáti. A település első fennmaradt írásos említése (akkor még Istvánszeg néven) 1370-ből való.
A 15. században több nemesi család (Egerváriak, Gerseiek, Marcaliak, Deákok) is rendelkezett birtokkal Nemesapátiban.
A 16–17. században a törökök többször feldúlták, de a település nem néptelenedett el.
A reformáció korában lakossága református hitre tért, a 18. század elején azonban rekatolizált.
A 18. században gyorsan fejlődött. 1753-ban új templom, 1777-ben iskola nyitotta meg kapuit Nemesapátiban.
A 19. században több zsidó család is a településre költözött, ahol a domináns földművelés mellett egy szerény iparos réteg is létrejött.
A Nagykanizsa-Sopron vasútvonal megnyitása 1865-ben nagyban elősegítette Nemesapáti további fejlődését.
1927-ben a község déli, addig is Alsónemesapátinak nevezett része különvált, és létrejött az önálló Alsónemesapáti település.
Az 1930-as években Nemesapátihoz hasonlóan Alsónemesapátiban is takarékszövetkezet nyílt.
A második világháborút követően a közeli Zalaegerszeg gyors fejlődése sok alsónemesapáti lakost átcsábított a városba, s a falu lakosságának jelentős része ma is naponta ingázik a megyeszékhelyre. Az utóbbi időben mindamellett növekszik a jelentősége a településen belüli, főleg vendéglátóipari vállalkozásoknak is, és a 10 kilométerre fekvő megyeszékhely, valamint a Balaton és Hévíz közelsége Alsónemesapáti vonzerejét is megnövelte a maguknak új otthont  keresők szemében.

## Közélete

### Polgármesterei
- 1990–1994: Dr. Selmeczy Kamill (független)[4]
- 1994–1996: Dr. Selmeczy Kamill György (független)[5][6]
- 1997–1998: Bolla Dezső (független)[7]
- 1998–2002: Balaton Józsefné (független)[8]
- 2002–2006: Balaton Józsefné (független)[9]
- 2006–2010: Balaton Józsefné (független)[10]
- 2010–2014: Balaton Józsefné (független)[11]
- 2014–2019: Pereszteginé Cziráki Katalin (független)[12]
- 2019–2024: Pereszteginé Cziráki Katalin (független)[13]
- 2024– : Pereszteginé Cziráki Katalin (független)[1]

1997-ben időközi választást kellett tartani a településen a polgármesteri tisztség mellett háziorvosként is praktizáló Selmeczy Kamill 1996. októberi lemondása miatt, mert a Zala Megyei Közigazgatási Hivatal összeférhetetlennek találta a két foglalkozást.

## Népesség
A település népességének alakulása:
| Lakosok száma | 676  | 664  | 654  | 660  | 659  | 681  | 665  |
|               | 2013 | 2014 | 2015 | 2021 | 2022 | 2023 | 2024 |

A 2011-es népszámlálás idején a nemzetiségi megoszlás a következő volt: magyar 96,5%, cigány 2,3%. 67,2% római katolikusnak, 2,5% reformátusnak, 5,6% felekezeten kívülinek vallotta magát.
2022-ben a lakosság 78,5%-a vallotta magát magyarnak, 1,5% cigánynak, 0,6% németnek, 0,3% románnak, 1,5% egyéb, nem hazai nemzetiségűnek (21,4% nem nyilatkozott; a kettős identitások miatt a végösszeg nagyobb lehet 100%-nál). Vallásuk szerint 43,4% volt római katolikus, 2,4% református, 0,8% evangélikus, 2,3% egyéb keresztény, 1,1% egyéb katolikus, 6,7% felekezeten kívüli (43,4% nem válaszolt).

## Nevezetességei
- Új római katolikus templom